# NASCAR Grand National de 1952
A Temporada da NASCAR Grand National de 1952 foi a quarta edição da Nascar, com 33 etapas disputadas o campeão foi Tim Flock.

## Calendário
| '  | Data   | Corrida           | Circuito                       | Campeão         | Segundo          | Terceiro          |
| 1  | 20-jan | Race 1            | Palm Beach Speedway            | Tim Flock       | Lee Petty        | Fonty Flock       |
| 2  | 10-feb | Race 2            | Daytona Beach & Road Course    | Marshall Teague | Herb Thomas      | Pat Kirkwood      |
| 3  | 6-mrt  | Race 3            | Speedway Park                  | Marshall Teague | Herb Thomas      | Frankie Schneider |
| 4  | 30-mrt | Wilkes County 200 | North Wilkesboro Speedway      | Herb Thomas     | Fonty Flock      | Bill Blair        |
| 5  | 6-apr  | Race 5            | Martinsville Speedway          | Dick Rathmann   | Bill Blair       | Perk Brown        |
| 6  | 12-apr | Race 6            | Columbia Speedway              | Buck Baker      | Lee Petty        | Dick Rathmann     |
| 7  | 20-apr | Race 7            | Lakewood Speedway              | Bill Blair      | Ed Samples       | Lee Petty         |
| 8  | 27-apr | Race 8            | Central City Speedway          | Herb Thomas     | Fonty Flock      | Ed Samples        |
| 9  | 4-mei  | Race 9            | Langhorne Speedway             | Dick Rathmann   | Tim Flock        | Lee Petty         |
| 10 | 10-mei | Race 10           | Darlington Raceway             | Dick Rathmann   | Tim Flock        | Fonty Flock       |
| 11 | 18-mei | Race 11           | Dayton Speedway                | Dick Rathmann   | Lloyd Moore      | Tim Flock         |
| 12 | 30-mei | Poor Man's 500    | Canfield Speedway              | Herb Thomas     | Bill Blair       | Bob Moore         |
| 13 | 1-jun  | Race 13           | Hayloft Speedway               | Gober Sosebee   | Tommy Moon       | David Ezell       |
| 14 | 1-jun  | Race 14           | Fort Miami Speedway            | Tim Flock       | Dick Rathmann    | Lee Petty         |
| 15 | 8-jun  | Race 15           | Occoneechee Speedway           | Tim Flock       | Fonty Flock      | Dick Rathmann     |
| 16 | 15-jun | Race 16           | Charlotte Speedway             | Herb Thomas     | Tim Flock        | Bill Blair        |
| 17 | 29-jun | Motor City 250    | Michigan State Fairgrounds     | Tim Flock       | Buddy Shuman     | Herb Thomas       |
| 18 | 1-jul  | Race 18           | Stamford Park                  | Buddy Shuman    | Herb Thomas      | Ray Duhigg        |
| 19 | 4-jul  | Race 19           | Wine Creek Race Track          | Tim Flock       | Herb Thomas      | Dick Rathmann     |
| 20 | 6-jul  | Race 20           | Monroe Speedway                | Tim Flock       | Herb Thomas      | Lee Petty         |
| 21 | 11-jul | Race 21           | Morristown Speedway            | Lee Petty       | Tim Flock        | Neil Cole         |
| 22 | 20-jul | Race 22           | Playland Park Speedway         | Tim Flock       | Lee Petty        | Bub King          |
| 23 | 15-aug | Race 23           | Monroe County Fairgrounds      | Tim Flock       | Herb Thomas      | Dick Rathmann     |
| 24 | 17-aug | Race 24           | Asheville-Weaverville Speedway | Bob Flock       | Tim Flock        | Herb Thomas       |
| 25 | 1-sep  | Southern 500      | Darlington Raceway             | Fonty Flock     | Johnny Patterson | Herb Thomas       |
| 26 | 7-sep  | Race 26           | Central City Speedway          | Lee Petty       | Herb Thomas      | Tim Flock         |
| 27 | 14-sep | Race 27           | Langhorne Speedway             | Lee Petty       | Bill Blair       | Herschel Buchanan |
| 28 | 21-sep | Race 28           | Dayton Speedway                | Dick Rathmann   | Lee Petty        | Ray Duhigg        |
| 29 | 28-sep | Race 29           | Wilson Speedway                | Herb Thomas     | Lee Petty        | Bill Blair        |
| 30 | 12-okt | Race 30           | Occoneechee Speedway           | Fonty Flock     | Donald Thomas    | Bill Blair        |
| 31 | 19-okt | Race 31           | Martinsville Speedway          | Herb Thomas     | Fonty Flock      | Lee Petty         |
| 32 | 26-okt | Wilkes 200        | North Wilkesboro Speedway      | Herb Thomas     | Fonty Flock      | Donald Thomas     |
| 33 | 16-nov | Race 33           | Lakewood Speedway              | Donald Thomas   | Lee Petty        | Joe Eubanks       |
| 34 | 30-nov | Race 34           | Palm Beach Speedway            | Herb Thomas     | Fonty Flock      | Perk Brown        |

## Classificação final
| 1  | Tim Flock     | 6858 |
| 2  | Herb Thomas   | 6752 |
| 3  | Lee Petty     | 6498 |
| 4  | Fonty Flock   | 5183 |
| 5  | Dick Rathmann | 3952 |
| 6  | Bill Blair    | 3499 |
| 7  | Joe Eubanks   | 3090 |
| 8  | Ray Duhigg    | 2986 |
| 9  | Donald Thomas | 2574 |
| 10 | Buddy Shuman  | 2483 |